# Wendy Sly
Wendy Sly (Reino Unido, 5 de noviembre de 1959) es una atleta británica retirada, especializada en la prueba de 3000 m en la que llegó a ser subcampeona olímpica en 1984.

## Carrera deportiva
En los JJ. OO. de Los Ángeles 1984 ganó la medalla de plata en los 3000 metros, con un tiempo de 8:39.47 segundos, llegando a meta tras la rumana Maricica Puică y por delante de la canadiense Lynn Williams.